# 郭继枚
郭继枚（1892年—1911年），祖籍廣東增城，光緒十八年生於馬來亞霹雳州务边，黃花崗七十二烈士之一。

## 生平
生前為馬來亞吡叻州礦工。與余東雄是生死之交，共習武並結伴打獵。起義失敗後，務邊富商余東璇負起照料郭繼枚和余東雄之家屬的義務，分別將他們安置在務邊大街400號及404號。據悉郭氏和余氏皆未留下後代，其家屬的最終下落也未明。
新加坡的晚晴園孫中山南洋紀念館的入口處佇立著4座黃花崗烈士的銅像。其中兩名持刀槍者即為郭繼枚和余東雄供人憑弔。